# Búnker político
En el ámbito político, un búnker es aquel lugar físico en el cual el día de una elección se reúnen los candidatos de un espacio político con sus colaboradores, con sus familiares, amigos, entre otros. En el búnker esperan el fin de la jornada electiva y asimismo los resultados de los primeros cómputos. En caso de salir victoriosos, el búnker del candidato ganador se convierte en centro de festejos y asimismo en el foco de atención de los medios de comunicación que se encuentran transmitiendo desde allí todas las instancias decisivas. Habitualmente los búnkeres elegidos son un edificio, una casa, el salón de un hotel, entre otros.